# Bradley Walker Tomlin
Bradley Walker Tomlin (Syracuse, 19 agosto 1899 – New York, 11 maggio 1953) è stato un pittore statunitense, tra i primi esponenti dell'Espressionismo astratto.

## Biografia
Nacque ultimo di quattro figli. Il suo interesse per l'arte cominciò presto e all'età di 14 anni compì studi di scultura. Dal 1917al 1921 studiò pittura alla Syracuse University, e dopo la laurea si trasferì a New York, dove lavorò come illustratore grafico per giornali e riviste, tra cui Vogue, House & Gardens e Town & Country.
Nel 1923 si trasferì a Londra e Parigi per studiare alla Académie Colarossi e alla Académie de la Grande Chaumière. Tornato a New York nel 1924, riprese il lavoro di illustratore grafico fino al 1929, anno in cui iniziò ad esibire le proprie opere al Whitney Studio Club, una delle quali venne acquistata dalla Pennsylvania Academy of the Fine Arts.
La sua prima mostra personale fu allestita nel 1926. L'anno successivo si trasferì di nuovo in Europa. Durante la Grande depressione, tra il 1932 al 1941, lavorò come insegnante al Sarah Lawrence College di Bronxville, alla Buckley School e Dalton School di New York. Dopo una sua mostra al Museum of Modern Art, nel 1936, il suo stile si fece meno realistico e più surreale.
Nel 1945 conobbe alcuni espressionisti astratti, tra cui Adolph Gottlieb, Robert Motherwell, Philip Guston e Jackson Pollock, dai quali fu influenzato al punto da mutare il proprio stile cubista in favore di un approccio più spontaneo e astratto.
Nel 1950 partecipò a un simposio allo Studio 35 insieme a William Baziotes, Willem de Kooning, Theodoros Stamos e Hans Hofmann.
Morì a New York nel 1953.

## Esposizioni (selezione)
- 1922: Cazenovia, New York, Skaneateles, New York (personale)
- 1925: Anderson Galleries, New York (personale)
- 1926: Montross Gallery, New York (personale)
- 1927: Montross Gallery, New York (personale)
- 1931: Frank K. M. Rehn Galleries, New York (personale)
- 1944: Frank K. M. Rehn Galleries, New York (personale)
- 1950: Betty Parsons Gallery, New York (personale)
- 1951: University of Illinois, São Paulo Bienal, San Paolo, Museum of Modern Art, New York, University of Minnesota, Minneapolis
- 1952: Pittsburgh International Exhibition, Museum of Modern Art, New York
- 1953: São Paulo Bienal, San Paolo, Metropolitan Museum of Art, New York, Betty Parsons Gallery, New York
- 1954-1955: Whitney Museum of American Art, New York
- 1955: Musée d'Art Moderne de la Ville de Paris, Phillips Memorial Gallery, Washington (personale)
- 1956: Contemporary Arts Museum, Houston
- 1957-1958: The Art Galleries of the University of California, Los Angeles, Whitney Museum of American Art, New York (personale)
- 1959: Kassel, Germania
- 1969: Museum of Modern Art, New York
- 1989: Baruch College Gallery, New York (personale)
- 1994: Lennon Weinberg, New York (personale)
- 2006: Neue Nationalgalerie, Kulturforum, Berlino[1][4]